# 6. korstog
Det sjette korstog startede i 1228. Dette år satte kejser Frederik 2. af det tysk-romerske rige ud fra Brindisi mod Syrien.
Før afrejsen var Frederik 2. blevet ekskommuniceret af paven.
Frederik 2. var en dygtig diplomat, og lykkedes ham at indgå en fredsaftale i 1229.[kilde mangler] Aftalen gav korsfarerne kontrol over Jerusalem, Nazareth og Betlehem i ti år. Som en følge af dette ophævede paven ekskommunikationen.
Det sjette korstog var det første hovedkorstog, som blev startet uden godkendelse af paven.